# Giovanni Battista della Torre
Giovanni Battista della Torre (1585-1641), est un peintre italien de l'école de Ferrare qui a fait son apprentissage auprès de Carlo Bononi.

## Œuvres
- Au palazzo dei nobili della torre, San Siro